# Sabella setiformis
Sabella setiformis är en ringmaskart som beskrevs av Montagu 1803. Sabella setiformis ingår i släktet Sabella och familjen Sabellidae. Inga underarter finns listade i Catalogue of Life.